# Ротер (Источни Сасекс)
Ротер (енгл. River Rother) је река у Уједињеном Краљевству, у Енглеској. Дуга је 56 km. Протиче кроз Источни Сасекс. Улива се у Ламанш. 